# Багамаєв Абдула Мусайович
Абдула Мусайович Багамаєв (рос. Абдула Мусаевич Багамаев, нар. 18 жовтня 2004, Нягань, Росія) — російський футболіст, півзахисник клубу «Факел».

## Ігрова кар'єра
Займатися футболом Абдула Багамаєв почав у своєму рідному місті Нягань Тюменської області. Пізніше він проходив навчання в школі резерва клубу «Тюмень».
Перед сезоном 2021/22 Багамаєв приєднався до столичного «Локомотив», в складі якого грав в Юнацькій та Молодіжній футбольних лігах. 28 серпня 2022 року футболіст провів свою першу гру в основі «Локомотива», коли вийшов на заміну в кінці матчу проти «Оренбурга». Та гра залишилася єдиною в складі «Локомотива».
Влітку 2023 року Абдула Багамаєв як вільний агент перейшов до воронезького «Факела».